# Liste der Biografien/Andere
Liste der Biografien |
Portal Biografien |
Personensuche
# |
A |
B |
C |
D |
E |
F |
G |
H |
I |
J |
K |
L |
M |
N |
O |
P |
Q |
R |
S |
T |
U |
V |
W |
X |
Y |
Z |
?
 
Aa |
Ab |
Ac |
Ad |
Ae |
Af |
Ag |
Ah |
Ai |
Aj |
Ak |
Al |
Am |
An |
Ao |
Ap |
Aq |
Ar |
As |
At |
Au |
Av |
Aw |
Ax |
Ay |
Az
 
Ana–Anc |
And |
Ane |
Anf |
Ang |
Anh |
Ani |
Anj |
Ank |
Anl |
Anm |
Ann |
Ano |
Anp |
Anq |
Anr |
Ans |
Ant–Anz
 
Anda |
Ande |
Andh |
Andi |
Andj |
Andl |
Ando |
Andr |
Ands |
Andu |
Andy |
Andz
 
Andec |
Andel |
Andem |
Anden |
Andeo |
Ander |
Andes |
Andet |
Andew |
Andex
 
Andera |
Anderb |
Andere |
Anderg |
Anderh |
Anderi |
Anderk |
Anderl |
Anderm |
Andern |
Anderr |
Anders |
Andert |
Anderw |
Anderz
Die Liste der Biografien führt alle Personen auf, die in der deutschsprachigen Wikipedia einen Artikel haben. Dieses ist eine Teilliste mit 18 Einträgen von Personen, deren Namen mit den Buchstaben „Andere“ beginnt.

## Andere
- Andere, Jacqueline (* 1938), mexikanische Schauspielerin

### Andereg
- Anderegg, Andreas (* 1957), Schweizer Boxer
- Anderegg, Ernst E. (1928–2006), Schweizer Architekt
- Anderegg, Georg Friedrich (1823–1883), Schweizer Industrieller und Politiker
- Anderegg, Jakob (1829–1878), Schweizer Bergführer
- Anderegg, Jann, Schweizer Filmeditor
- Anderegg, Johann Georg (1792–1856), Schweizer Politiker und Industrieller
- Anderegg, Johannes (* 1938), Schweizer Germanist und Literaturwissenschaftler
- Anderegg, Matthias (* 1967), Schweizer Architekt und Politiker
- Anderegg, Melchior (1828–1914), Schweizer Bergführer
- Anderegg, Nora (1908–2000), Schweizer Malerin und Zeichnerin
- Anderegg, Ursina (* 1981), Schweizer Politikerin (Grüne)
- Andereggen, Ariane (* 1969), Schweizer Künstlerin, Schauspielerin und Performerin
- Andereggen, Viviane (* 1985), Schweizer Filmregisseurin

### Anderer
- Anderer, Florian (* 1980), deutscher SchauspielerFlorian Anderer (* 1980)

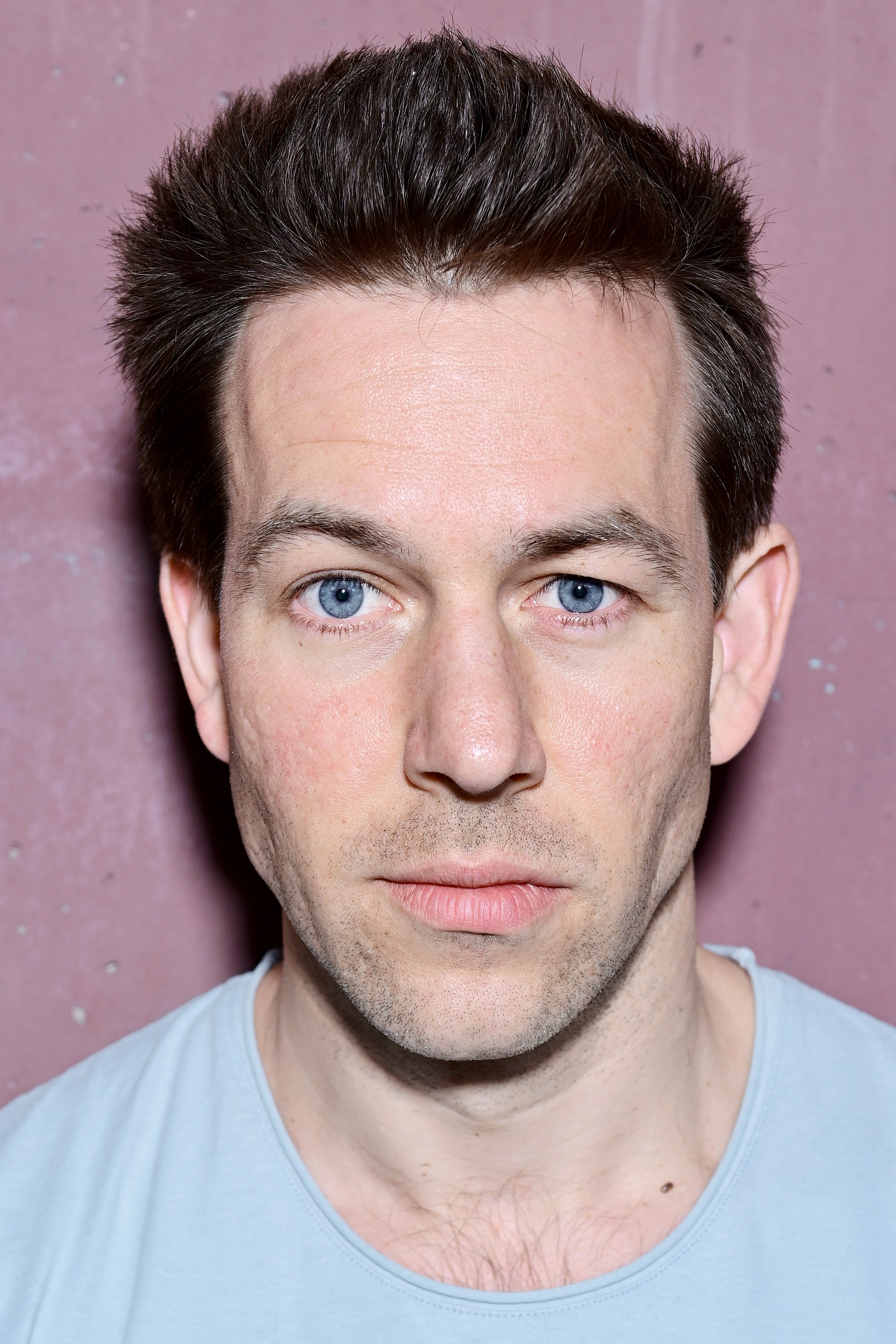
Florian Anderer (* 1980)

- Anderer, Lukas (* 1991), deutscher Fußballtrainer

### Anderes
- Anderes, Angela (* 1919), Schweizer Eiskunstläuferin
- Anderes, Meta Barbara (1874–1927), Schweizer Künstlerin der Art brut